# Mormânt

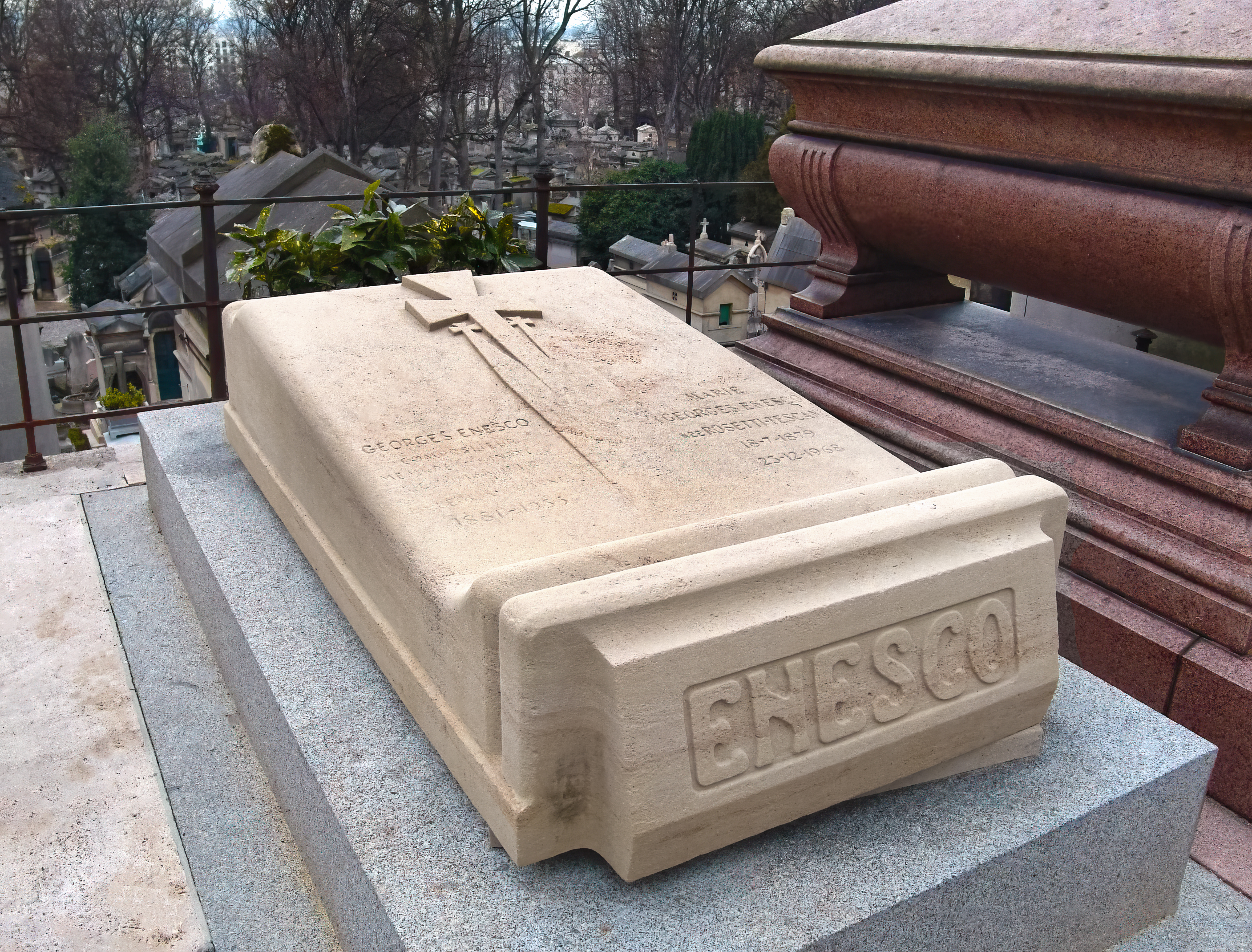
Mormântul lui George Enescu, cimitirul Père-Lachaise, Paris

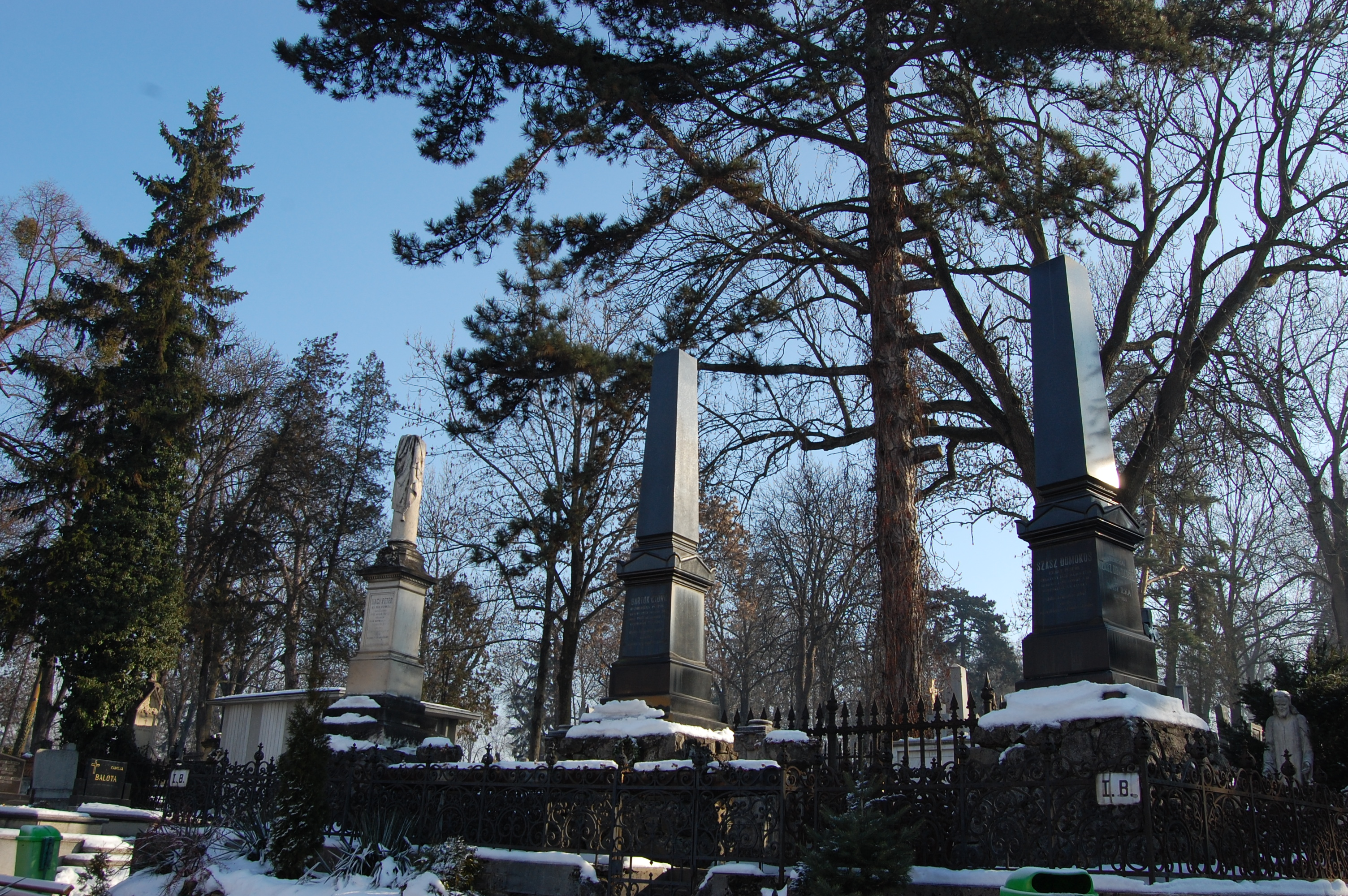
Monumente funerare în cimitirul Hajongard din Cluj

Mormântul (din latină monumentum) este locul în care se îngroapă un om mort. De regulă mormintele sunt grupate   în cimitire. Deasupra mormintelor sunt așezate pietre sau stâlpi funerari, cu date referitoare la persoana înmormântată în locul respectiv.
Piatra (lespedea) de mormânt cu reprezentarea în relief a defunctului se numește gisant.
Monumentele funerare se mai numesc monumente tombale.
Adâncimea de 2 metri este considerată a fi cea mai comună. În unele zone o adâncime mai mare decât aceasta poate crea probleme. În special în regiunile unde sunt ape subterane. De exemplu în New Orleans sicriele îngropate prea adânc erau împinse afară de curenții de apă.
În România normele pentru groapa simplă indică o adâncime a gropii de la 1.8 metri  la 2,20 metri . Pentru gropile "cu pod" (groapă dublă) adâncimea este de 2.5 metri. În cazul în care persoană înhumată a decedat în urma unor boli cu contagiozitate mare, adâncimea gropii, prevăzută de lege este de 3 metri. 